# Кубок Рио 1951
Кубок Рио 1951 года (порт.-браз. Copa Rio de 1951) — первый межконтинентальный футбольный турнир с участием команд из Европы и Южной Америки, проведённый в Бразилии в конце июня — июле 1951 года, на протяжении длительного времени позиционировавшийся рядом футбольных историков как первый клубный чемпионат мира. Хотя в 2007 году ФИФА после довольно длительного обсуждения не утвердила Кубок Рио 1951 в данном официальном статусе, тем не менее признала его «первым всемирным клубным соревнованием».
Победителем турнира стал бразильский клуб «Палмейрас» из Сан-Паулу.

## Организация турнира

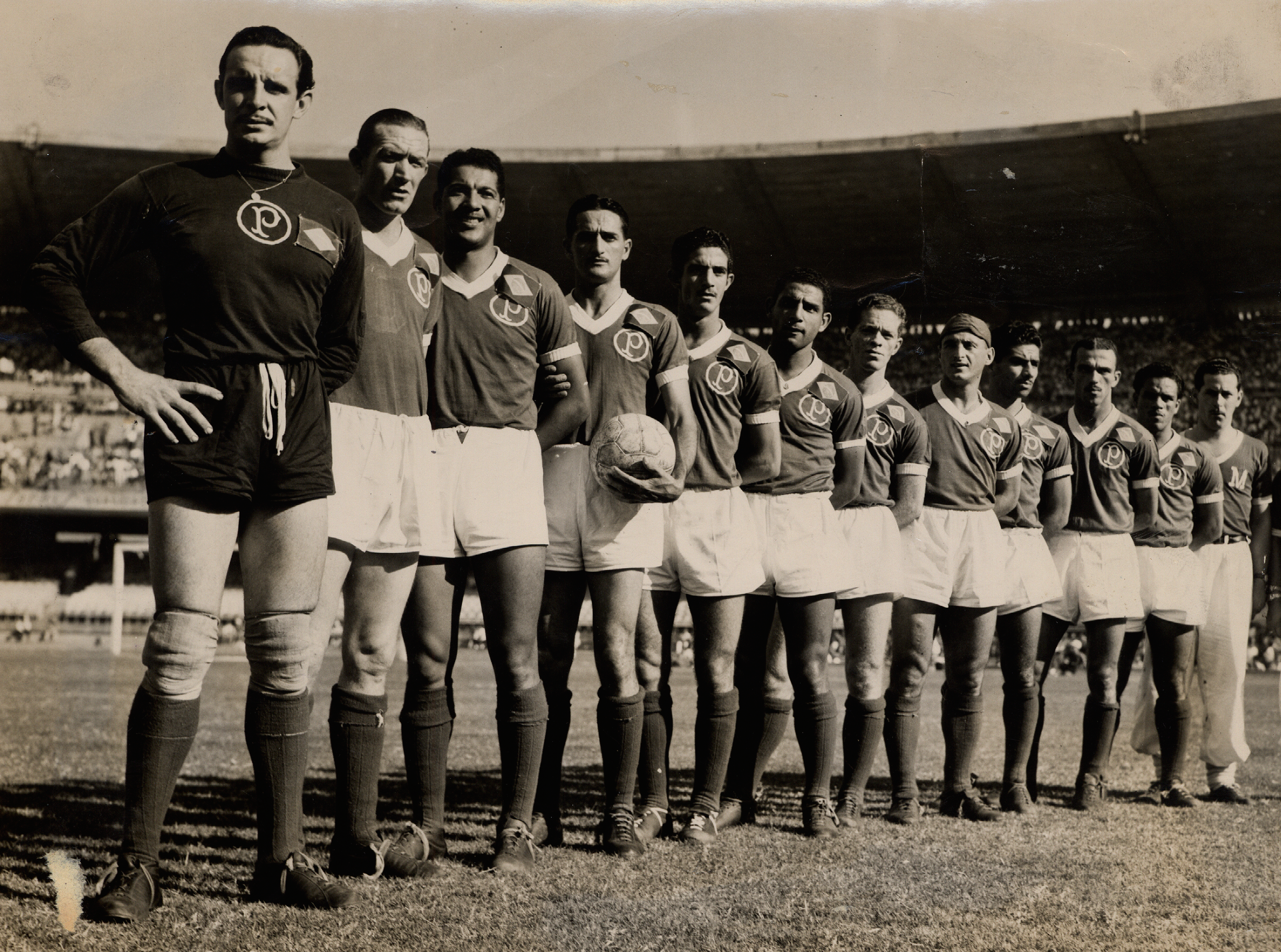
«Палмейрас» перед финальным матчем

На турнир предполагалось пригласить 8 клубов — представителей сильнейших футбольных держав мира (по выбору организаторов — Бразильской футбольной конфедерации): две бразильских команды — победителей лиг Кариока и Паулиста, а также чемпионов Англии, Шотландии, Испании, Италии, Уругвая и Португалии (последние были приглашены, чтобы угодить огромному португальскому сообществу, живущему в Рио-де-Жанейро и Сан-Паулу). Не была приглашена столь значимая в южноамериканском футболе страна, как Аргентина (ввиду разгоревшегося в то время конфликта между аргентинской и бразильской футбольными федерациями, сопровождающимся полным разрывом всех контактов), игнорировались поначалу представители Митропы (Австрия, Венгрия, Югославия, Чехословакия), бронзовый призёр последнего чемпионата мира Швеция.
Однако не самое удачное время, выбранное организаторами для проведения турнира (сразу после окончания сезона, к тому же по срокам почти совпадающее с престижнейшим в то время Латинским кубком) привели к тому, что все приглашаемые британские и испанские клубы отказались («Тоттенхэм Хотспур», «Ньюкасл Юнайтед», «Хайберниан», «Барселона» и «Атлетико» Мадрид). Отказался также действующий чемпион Италии «Милан», также предпочтя участие в Латинском кубке, зато своё согласие дал чемпион предыдущего сезона и бронзовый нынешнего «Ювентус». Для замены организаторы обратились к французам, австрийцам и югославам; при этом организаторы проявили определённую разборчивость: так, чемпион Австрии «Рапид (Вена)» не был приглашён (стиль его игры не понравился бразильцам во время его предыдущего южноамериканского турне; то же бразильцы отметили и в отношении увиденной ими игры шведского чемпиона «Мальмё») — его место заняла «Аустрия».
Мексиканская и индийская футбольные федерации предложили услуги своих клубов, но получили отказ.
В результате турнир собрал следующих участников:
- Васко да Гама (чемпион штата Рио-де-Жанейро 1950 года)
- Спортинг (чемпион Португалии 1950/51 года)
- Аустрия (чемпион Австрии 1949/50 года; действующий бронзовый призёр)
- Насьональ (чемпион Уругвая 1950 года)
- Палмейрас (чемпион штата Сан-Паулу 1950 года)
- Ницца (чемпион Франции 1950/51 года)
- Црвена Звезда (чемпион Югославии 1951 года; действующий серебряный призёр и обладатель кубка)
- Ювентус (чемпион Италии 1949/50 года; действующий бронзовый призёр)

## Регламент
Турнир проходил в два этапа.
На первом этапе команды были разделены на две группы, игравшие матчи в Рио-де-Жанейро и Сан-Паулу, возглавляемые чемпионами соответствующих штатов («Васко да Гама» и «Палмейрас» соответственно). После проведения турнира по круговой системе по две лучшие команды выходили в полуфиналы, где встречались с представителями другой группы (победители со вторыми командами) в двухматчевых поединках (победа по наибольшему числу набранных в двух матчах очков; в случае их равенства назначался дополнительный матч без учёта разницы мячей). Победители полуфиналов определяли победителя в финальных матчах.

## Стадионы
| Рио-де-Жанейро           | Сан-Паулу           |
| ------------------------ | ------------------- |
| Маракана                 | Пакаэмбу            |
| Вместимость: 150,000     | Вместимость: 71,000 |
|                          |                     |
| Рио-де-Жанейро Сан-Паулу |                     |

## Ход турнира

### Группа «Рио»
| Аустрия                               | 4:0     | Насьональ |
| ------------------------------------- | ------- | --------- |
| - Ауредник 22′ 26′ - Стояспал 51′ 78′ | (отчёт) |           |

| Аустрия: Шведа - О.Мельхиор, Кованц, О.Фишер - Оцвирк, Йокш - Э.Мельхиор, К.Коллер, Хубер (Шлегер), Стояспал, Ауредник Насьональ: Пенальва - Сантамария, Ваш.Гомес, Дюран - Хосе Суарес, Кайиха (30' Л.Крус) - Роселло, Амбройс(46' Хулио Перес), Физел, Хосе Гарсия ,Орланди |

| Васко да Гама                                                 | 5:1     | Спортинг       |
| ------------------------------------------------------------- | ------- | -------------- |
| - Фриаса 29′ - Тезоуринья 34′ - Ипожукан 46′ 75′ - Дежаир 89′ | (отчёт) | - 89′ Паталину |

| Васко да Гама: Барбоза - Аугусто (Лаэрте), Данило, Кларел - Эли, Альфредо - Тезоуринья, Ипожукан, Фриаса, Манека, Дежаир Спортинг: Асеведу - Серафим, Пассуш, Жувенал - Канариу, Жука (Вериссиму) - Жезус Коррейа (Паталину), Вашкеш, Бен Давид, Травасуш, Албану |

| Насьональ                                      | 3:2     | Спортинг                           |
| ---------------------------------------------- | ------- | ---------------------------------- |
| - Бермудес 12′ - Э.Рамирес 46′ - У.Хименес 88′ | (отчёт) | - 10′ Паталину - 15′ Жезус Коррейа |

| Насьональ: Пенальва - Сантамария, Ваш.Гомес, Дюран (Холдовэй) - Хосе Суарес, У.Варела - Роселло, Хулио Перес (60' Амбройс), У.Хименес, Бермудес 90', Э.Рамирес · Спортинг: Асеведу - Серафим, Пассуш, Жувенал - Канариу, Жука (32' Вериссиму 90') - Жезус Коррейа, Вашкеш, Паталину (Бен Давид), Травасуш, Албану |

| Васко да Гама                                    | 5:1     | Аустрия     |
| ------------------------------------------------ | ------- | ----------- |
| - Фриаса 32′ 37′ 62′ 67′ (пен.) - Тезоуринья 43′ | (отчёт) | - 24′ Хубер |

| Васко да Гама: Барбоза - Лаэрте, Данило, Кларел - Эли, Альфредо - Тезоуринья (Нока), Ипожукан, Фриаса, Манека, Дежаир Аустрия: Шведа (67' Плоц) - О.Мельхиор, Кованц, О.Фишер - Оцвирк, Йокш - Э.Мельхиор, К.Коллер (77' Коминек), Хубер, Стояспал, Ауредник |

| Аустрия                    | 2:1     | Спортинг     |
| -------------------------- | ------- | ------------ |
| - Ауредник 10′ - Хубер 83′ | (отчёт) | - 46′ Албану |

| Аустрия: Шведа - О.Мельхиор, Йокш, О.Фишер - Оцвирк, Шлегер - Э.Мельхиор, Коминек (68' Пихлер), Хубер, Стояспал, Ауредник Спортинг: Асеведу - Серафим, Пассуш, Жувенал - Канариу, А.Барруш - Жезус Коррейа, Вашкеш (47' Виейра), Паталину, Травасуш, Албану |

| Васко да Гама               | 2:0     | Насьональ |
| --------------------------- | ------- | --------- |
| - Дежаир 36′ - Ипожукан 68′ | (отчёт) |           |

| Васко да Гама: Барбоза - Аугусто, Данило, Кларел - Эли, Альфредо - Тезоуринья, Ипожукан (Аморим), Фриаса, Манека, Дежаир Насьональ: Пенальва - Сантамария, Ваш.Гомес, Холдовэй - Дюран, У.Варела - Роселло (Рамирес), Хулио Перес (Амбройс), У.Хименес, Бермудес, Орланди |

| № | Команды       | 1   | 2   | 3   | 4   | В | Н | П | М      | О |
| - | ------------- | --- | --- | --- | --- | - | - | - | ------ | - |
| 1 | Васко да Гама |     | 5:1 | 2:0 | 5:1 | 3 | 0 | 0 | 12 — 2 | 6 |
| 2 | Аустрия       | 1:5 |     | 4:0 | 2:1 | 2 | 0 | 1 | 7 — 6  | 4 |
| 3 | Насьональ     | 0:2 | 0:4 |     | 3:2 | 1 | 0 | 2 | 3 — 8  | 2 |
| 4 | Спортинг      | 1:5 | 1:2 | 2:3 |     | 0 | 0 | 3 | 4 — 10 | 0 |

### Группа «Сан-Паулу»
| Палмейрас                                            | 3:0     | Ницца |
| ---------------------------------------------------- | ------- | ----- |
| - Акилес 53′ (пен.) - Понсе де Леон 56′ - Ричард 75′ | (отчёт) |       |

| Палмейрас: Обердан - Сальвадор, Луис Вилья, Жувенал - Вальдемар Фиуме, Дема - Лима, Акилес (Ричард), Понсе де Леон, Жаир (Родригес Тату), Каньотиньо Ницца: Жермен - Педини, С.Гонсалес, Фиру - Росси, Бельве - Бонифаци (Карнилья), Бенгтссон, Амалфи (Курто), Карре, Хьялмарссон |

| Ювентус                                                         | 3:2     | Црвена Звезда               |
| --------------------------------------------------------------- | ------- | --------------------------- |
| - Бониперти 25′ 41′ - К.Хансен 38' (пен.) - Й.Хансен 85′ (пен.) | (отчёт) | - 18′ Томашевич - 59′ Митич |

| Ювентус: Виола - Бертучелли, Парола, Маненте - Мари, Пиччинини - Муччинелли, К.Хансен, Бониперти, Й.Хансен, Праст Црвена Звезда: Кривокуча - Б.Станкович, Джурджевич, Тадич - Палфи, П.Джаич - Огнянов, Митич, Томашевич, Златкович (77' Живанович), Вукосавлевич |

| Ювентус                                    | 3:2     | Ницца           |
| ------------------------------------------ | ------- | --------------- |
| - Й.Хансен 9′ - Праст 35′ - Муччинелли 85′ | (отчёт) | - 22′ 62′ Курто |

| Ювентус: Виола - Бертучелли, Парола, Маненте - Мари, Пиччинини - Муччинелли, К.Хансен, Виволо, Й.Хансен, Праст Ницца: Жермен - Педини, С.Гонсалес, Фиру - Росси, Бельве - Курто, Бонифаци, Карре (Амалфи), Хьялмарссон, Бен Тифур |

| Палмейрас                  | 2:1     | Црвена Звезда |
| -------------------------- | ------- | ------------- |
| - Акилес 30′ - Лиминья 80′ | (отчёт) | - Огнянов 8′  |

| Палмейрас: Обердан - Сальвадор, Луис Вилья, Жувенал - Вальдемар Фиуме, Дема - Лима, Акилес, Лиминья, Жаир (Каньотиньо), Родригес Тату Црвена Звезда: Кривокуча - Б.Станкович (Нешович), Джурджевич, Дискич - Палфи, П.Джаич - Огнянов, Митич, Томашевич, Живанович, Вукосавлевич |

| Ницца                                  | 2:1     | Црвена Звезда |
| -------------------------------------- | ------- | ------------- |
| - Бен Тифур 49′ - Бенгтссон 90′ (пен.) | (отчёт) | - 46′ Митич   |

| Ницца: Жермен - Росси, С.Гонсалес, Фиру - Бонифаци, Бельве - Курто, Иесо, Бенгтссон, Карре (Карнилья), Бен Тифур · Црвена Звезда: Кривокуча - Тадич, Джурджевич 13', Дискич (Нешович) - Палфи, П.Джаич - Огнянов, Митич, Златкович, Костич, Езеркич |

| Ювентус                                                   | 4:0     | Палмейрас |
| --------------------------------------------------------- | ------- | --------- |
| - Праст 11′ - К.Хансен 18' (пен.) 18′ - Бониперти 49′ 79′ | (отчёт) |           |

| Ювентус: Виола - Бертучелли, Парола, Маненте - Мари, Пиччинини - Муччинелли, К.Хансен, Бониперти, Й.Хансен (60' Виволо), Праст Палмейрас: Обердан - Сарно, Тулио, Жувенал - Вальдемар Фиуме, Дема - Лима, Акилес, Лиминья, Каньотиньо (46' Жаир), Родригес Тату (46' Понсе де Леон) |

| № | Команды       | 1   | 2   | 3   | 4   | В | Н | П | М      | О |
| - | ------------- | --- | --- | --- | --- | - | - | - | ------ | - |
| 1 | Ювентус       |     | 4:0 | 3:2 | 3:2 | 3 | 0 | 0 | 10 — 4 | 6 |
| 2 | Палмейрас     | 0:4 |     | 3:0 | 2:1 | 2 | 0 | 1 | 5 — 5  | 4 |
| 3 | Ницца         | 2:3 | 0:3 |     | 2:1 | 1 | 0 | 2 | 4 — 7  | 2 |
| 4 | Црвена Звезда | 2:3 | 1:2 | 1:2 |     | 0 | 0 | 3 | 4 — 7  | 0 |

### Полуфиналы
| Ювентус                          | 3:3     | Аустрия                                  |
| -------------------------------- | ------- | ---------------------------------------- |
| - Муччинелли 39′ - Праст 49′ 72′ | (отчёт) | - 15′ К.Коллер - 39′ 90′ (пен.) Стояспал |

| Ювентус: Виола - Бертучелли, Парола, Маненте - Мари, Пиччинини - Муччинелли, К.Хансен, Бониперти, Й.Хансен (82' Виволо), Праст Аустрия: Шведа - О.Мельхиор, Йокш, О.Фишер - Оцвирк, Шлегер - Э.Мельхиор, К.Коллер, Хубер, Стояспал, Ауредник |

| Ювентус                              | 3:1     | Аустрия        |
| ------------------------------------ | ------- | -------------- |
| - Муччинелли 49′ 60′ - Бониперти 54′ | (отчёт) | - 89′ Стояспал |

| Ювентус: Виола - Бертучелли, Феррарио, Маненте - Мари, Пиччинини - Муччинелли (74' Виволо), К.Хансен (76' Скарамуцци), Бониперти, Й.Хансен, Праст Аустрия: Шведа - О.Мельхиор, Йокш, О.Фишер - Оцвирк, Шлегер - Э.Мельхиор, К.Коллер, Хубер, Стояспал, Ауредник |

| Палмейрас                  | 2:1     | Васко да Гама |
| -------------------------- | ------- | ------------- |
| - Ричард 24′ - Лиминья 82′ | (отчёт) | - Манека 46′  |

| Палмейрас: Фабио Криппа - Сальвадор, Луис Вилья, Жувенал - Вальдемар Фиуме (Тулио), Дема - Лиминья, Акилес (Понсе де Леон), Ричард, Жаир, Родригес Тату Васко да Гама: Барбоза - Аугусто, Данило, Кларел - Эли, Альфредо - Тезоуринья, Ипожукан (Васконселос), Фриаса, Манека, Дежаир |

| Палмейрас | 0:0     | Васко да Гама |
| --------- | ------- | ------------- |
|           | (отчёт) |               |

| Палмейрас: Фабио Криппа - Сальвадор, Луис Вилья, Жувенал - Тулио, Дема - Лиминья, Понсе де Леон, Ричард (Лима), Жаир, Родригес Тату Васко да Гама: Барбоза - Аугусто, Данило, Кларел - Эли, Альфредо - Тезоуринья, Васконселос, Фриаса, Манека, Дежаир |

### Финал
| Палмейрас           | 1:0     | Ювентус |
| ------------------- | ------- | ------- |
| - Родригес Тату 20′ | (отчёт) |         |

| Палмейрас: Фабио Криппа - Сальвадор, Луис Вилья, Жувенал - Тулио, Дема - Лима, Понсе де Леон, Лиминья, Жаир, Родригес Тату Ювентус: Виола - Бертучелли, Феррарио, Маненте - Мари, Пиччинини (37' Бидзотто) - Муччинелли, К.Хансен, Бониперти, Виволо, Праст |

| Палмейрас                         | 2:2     | Ювентус                     |
| --------------------------------- | ------- | --------------------------- |
| - Родригес Тату 48′ - Лиминья 77′ | (отчёт) | - 17′ Праст - 53′ Бониперти |

| Палмейрас: Фабио Криппа - Сальвадор, Луис Вилья, Жувенал - Тулио, Дема - Лима, Понсе де Леон (46' Каньотиньо), Лиминья, Жаир, Родригес Тату Ювентус: Виола - Бертучелли, Парола, Маненте - Мари, Бидзотто - Муччинелли, К.Хансен, Бониперти, Й.Хансен, Праст |

| Флаг Бразилии (1889—1960)                 |
| Чемпион Кубка Рио 1951 Палмейрас 1° титул |